# Nuke
NUKE е възлово-базиран (node-based) композитинг софтуер, разпространяван от компанията The Foundry. Програмата се използва за видео-композиране и визуални ефекти в постпродукцията на филми и реклами.
Nuke има версии за Microsoft Windows, Mac OS X и Linux.

## История
Името NUKE е абревиатура на „Нов Композитор“. Софтуерът е произведен през 1993 г. за нуждите на студиото за специални ефекти Digital Domain от софтуерния инженер Бил Спитзек. Nuke използва FLTK инструментариум, разработен от Digital Domain и впоследствие освободен под името GNU LGPL през 1998 г.
През 2001 г. Nuke печели „Оскар“ за технически постижения.
През 2007 г. компанията разработваща плъгини The Foundry, закупува програмата, като я доразработва и я пуска за комерсиално ползване.
Първата версия на The Foundry NUKE излиза през 2007 г.